# この空は君のもの
この空は君のもの (このそらはきみのもの、仏題: Le Ciel est à vous) (英語: The Sky is Yours　英題：The Woman Who Dared)は 1944年のフランス映画。監督はジャン・グレミヨン。主演マドレーヌ・ルノー、シャルル・ヴァネル。
2019年のカンヌ国際映画祭のカンヌクラシックスでレストア版が公開された。

## キャスト
- テレーズ：マドレーヌ・ルノー
- ピエール：シャルル・ヴァネル